# Henri-Marie-Albert Signoret
Henri-Marie-Albert Signoret, francoski general, * 1880, † 1966.